# Мюра (Канталь)
Мюра́ (фр. и окс. Murat) — коммуна во Франции, находится в регионе Овернь. Департамент — Канталь. Административный центр кантона Мюра. Округ коммуны — Сен-Флур.
Код INSEE коммуны — 15138.

## География
Коммуна расположена приблизительно в 420 км к югу от Парижа, в 80 км южнее Клермон-Феррана, в 40 км к северо-востоку от Орийака.

## Население
Население коммуны на 2008 год составляло 2045 человек.
| 1962 | 1968 | 1975 | 1982 | 1990 | 1999 | 2008 |
| ---- | ---- | ---- | ---- | ---- | ---- | ---- |
| 2438 | 2587 | 2605 | 2435 | 2409 | 2153 | 2045 |

## Экономика
В 2007 году среди 1300 человек в трудоспособном возрасте (15—64 лет) 911 были экономически активными, 389 — неактивными (показатель активности — 70,1 %, в 1999 году было 73,7 %). Из 911 активных работали 815 человек (438 мужчин и 377 женщин), безработных было 96 (35 мужчин и 61 женщина). Среди 389 неактивных 127 человек были учениками или студентами, 145 — пенсионерами, 117 были неактивными по другим причинам.

## Достопримечательности
- Дом Юргон, бывший дом Родье (XV век). Памятник истории с 1927 года[3]
- Здание консульства (XVI век). Памятник истории с 2007 года[4]
- Бывшее здание суда (1771 год). Памятник истории с 1991 года[5]
- Ферма Ла-Гранж (XVI век). Памятник истории с 1991 года[6]
- Замок Антрош (XV век). Памятник истории с 2008 года[7]
- Крытый рынок (1890 год). Памятник истории с 1991 года[8]
- Коллегиальная церковь Нотр-Дам (1380 год). Памятник истории с 1991 года[9]
- Замок Масбо (XV век). Памятник истории с 1980 года[10]

## Культура
С 1986 года ежегодно проводится фестиваль музыки и танцев народов мира.

## Фотогалерея
- Мюра
- Замок Антрош
- Ферма Ла-Гранж
- Вокзал
- Статуя Богоматери